# 1932年公債風潮
1932年1月发生的公债风潮是上海金融界因南京国民政府提案停止支付公债所引发的金融恐慌。

## 背景
南京政府在建政初期，因为北伐战争、反共内战以及中原大战等新军阀内战，财政收入远不能支撑其消耗，因此靠高额借债维持财政。1931年九一八事变爆发后，中日战争的局面使上海金融市场陷入动荡不安，国民政府不仅失去了在满洲的岁入，还要承担再退至关内的张学良东北军军费。同时1931年江淮洪灾也导致商业萎靡不振，市场出现信贷紧缩的局面，人们纷纷开始出售公债以求自保，各地公债开始暴跌。10月8日，财政部长宋子文在上海会见金融业要员，一致决定先由银行和交易所垫资购买公债以稳定公债价格，同时取消了现货现提的交易规则。然而这依旧无法扭转公债价格暴跌的趋势，受此影响持有大量政府公债的上海金融机构损失严重，为减小损失开始限制贷款，不再买入公债。国民政府为市场信心，宣布缩减政府预算，缩减发行公债，并希望和上海金融业进一步合作维持公债价格。然而此时，国民党内部蒋中正势力与新桂系矛盾加剧，蒋中正、宋子文、孔祥熙同时宣布下野，新桂系支持的孙科上台，政局变动导致金融界和政府沟通渠道受阻，新组建的孙科政府尚不能回应经济界。

## 过程
12月22日时任南京市长的石瑛提案，建议政府与金融界商讨展期支付公债利息，以缓解政府财政危机。消息传出后，全国舆论哗然，23日上海金融界一致通电反对展期方案，24日时任南京市长的石瑛撤回提案。孙科政府为平息物议、争取金融界支持，大量延揽江浙财团掌管财政。但随着华北和湖北、山东、浙江各地又先后出现了截留国税以补充地方财政的情况，中央政府财政更加难以维持，导致公债价格一路走低。孙科为了筹集政府资金，还同上海金融界商议，仅仅获得300万元，远远不能满足政府财政。1932年1月12日，新任行政院长孙科在上海召集在上海的国民党中央委员开会，内债基金3400万元作为政府开支，以6个月为期，回到南京后即行表决。当日下午上海金融界集体要求孙科澄清，结果孙科拒绝回应。
1月13日上海华商证券交易所宣布停止新增公债交易，希望能够维持债券价格稳定。但市场仍在不断抛售公债、置换现金，导致银元价格暴涨，中国银行和交通银行不得不在当日紧急出售白银以稳定市场价格。上海银钱两业在13日召开紧急会议，决定联合各方势力抗议政府，财政部长黄汉梁、常务次长林康侯也在同日宣布辞职，孙科政府对突如其拉的抗议措手不及，最后是由张静江、张群出面会见金融界代表，决定先由政府宣布维持债务利息支付，之后两人转达孙科政府。15、16日孙科政府派上海市长吴铁城与上海经济界商讨公债问题，吴铁城告知商界称中央政治委员会多数委员大都表示反对停付公债本息，政府无论如何都不会出此下策，同时希望金融界能够帮助政府缓解财政压力，双方就银钱界垫付公债的金额产生争执。蒋中正、汪精卫在与孙科会面后于21日回到了南京，同日晚间财政部与金融界达成初步方案，26日正式实施，最终这场风波以孙科妥协告终。

## 平息
一方面政府债券是高利率折扣出售，政府一般需要短期全额赎回，回报率极高；另一方面政府既无预算制度，8成以上公债资金用于战争，资金实际的投资回报率极低，加之政府财源受阻，因此这一制度完全不可持续。1932年1月25日，上海证券交易所关闭，紧随其后的一二八事变爆发，在战争的特殊时期政府财政越发捉襟见肘，因此宣布于2月25日开始整理公债。民族资产阶级在国难面前，选择向国民政府让步，国民政府在此案后债务负担大为减轻，上海公债市场也于5月2日重新开市。